# Antoni Cebula
Antoni Cebula (ur. 16 lutego 1911 w Majdanie Królewskim, zm. 11 lutego 1980 w Koszalinie) – polski funkcjonariusz Ministerstwa Bezpieczeństwa Publicznego i Milicji Obywatelskiej.

## Życiorys
Urodził się 16 lutego 1911 w Majdanie Królewskim. Syn Mikołaja. W Urzędzie Bezpieczeństwa Publicznego pracował od 1945. W czerwcu 1945 aresztował teściową i syna Antoniego Żubryda (zbiegłego ze służby w UB), niespełna 4-letniego Janusza. Od 1 lipca do 31 grudnia 1945 był zastępcą szefa Powiatowego Urzędu Bezpieczeństwa Publicznego (PUBP) w Brzozowie. W stopniu porucznika od 1 stycznia 1946 do 31 maja 1948 był szefem PUBP w Sanoku (w praktyce urzędem kierował do sierpnia 1948). W 1946 dokonywał organizacji kadr sanockiego PUBP (zasilili go m.in. członkowie AL z obszaru kieleckiego). Na przełomie maja i czerwca 1946 na terenie powiatu sanockiego działał oddział Narodowych Sił Zbrojnych „Zuch” majora Antoniego Żubryda oraz aresztowani zostali i skazani w publicznych egzekucjach jego żołnierze Władysław Kudlik, Władysław Skwarc i Henryk Książek. W 1947 ukończył naukę w Gimnazjum w Sanoku dla eksternów. Formalnie 1 czerwca 1948 został szefem PUBP w Jaśle, zaś stanowisko objął na przełomie sierpnia i września 1948, pozostał na nim do 15 kwietnia 1951. W latach od 1957 do 1961 był II zastępcą komendanta wojewódzkiego Milicji Obywatelskiej ds. Bezpieczeństwa Publicznego w Koszalinie. W 1961 został zwolniony ze służby.
18 lipca 1946 został członkiem komisji rewizyjnej oddziału powiatowego w Sanoku Związku Uczestników Walki Zbrojnej o Niepodległość i Demokrację.
Zmarł 11 lutego 1980 w Koszalinie i został pochowany na tamtejszym cmentarzu komunalnym.